# Kamenica, Valjevo
Kamenica (izvirno srbsko Каменица), poznana tudi kot Valjevska Kamenica (Ваљевска Каменица) je naselje v Srbiji, ki upravno spada pod Mesto Valjevo; slednja pa je del Kolubarskega upravnega okraja.
- Valjevska Kamenica - Panorama
- Valjevska Kamenica - Panorama
- Valjevska Kamenica - Panorama
- Valjevska Kamenica - Panorama
- Valjevska Kamenica - Panorama
- Valjevska Kamenica - Panorama
- Valjevska Kamenica - Panorama
- Valjevska Kamenica - Spomenik Zdravko Jovanovic (Vida Jocic)

## Demografija
V naselju, katerega izvirno (srbsko-cirilično) ime je Каменица, živi 861 polnoletnih prebivalcev, pri čemer je njihova povprečna starost 46,6 let (45,6 pri moških in 47,6 pri ženskah). Naselje ima 363 gospodinjstev, pri čemer je povprečno število članov na gospodinjstvo 2,77.
To naselje je, glede na rezultate popisa iz leta 2002, večinoma srbsko, a v času zadnjih treh popisov je opazno zmanjšanje števila prebivalcev.
|  |

| Demografija | Demografija     | Demografija     |
| Leto        | Št. prebivalcev | Št. prebivalcev |
| ----------- | --------------- | --------------- |
|             |                 |                 |
|             |                 |                 |
|             |                 |                 |
|             |                 |                 |
| 1948        | 1534            |                 |
| 1953        | 1546            |                 |
| 1961        | 1632            |                 |
| 1971        | 1443            |                 |
| 1981        | 1371            |                 |
| 1991        | 1131            | 1129            |
| 2002        | 1009            | 1005            |
|             |                 |                 |

| Etnična sestava po popisu iz leta 2002 | Etnična sestava po popisu iz leta 2002 | Etnična sestava po popisu iz leta 2002 | Etnična sestava po popisu iz leta 2002 | Etnična sestava po popisu iz leta 2002 |
| -------------------------------------- | -------------------------------------- | -------------------------------------- | -------------------------------------- | -------------------------------------- |
| Srbi                                   | Srbi                                   |                                        | 1.001                                  | 99,60%                                 |
| Neznano                                | Neznano                                |                                        | 4                                      | 0,39%                                  |